# فرح کریمی
فرحناز «فرح» کریمی (زادهٔ ۲۴ آبان ۱۳۳۹) سیاستمدار ایرانی-هلندی است که با مهاجرت به هلند، تابعیت هلند نیز گرفته است. او عضو حزب سبز چپ است و از سال ۱۹۹۸ تا ۲۰۰۶، عضو مجلس نمایندگان هلند بود.
او از سال ۲۰۰۷، مشاور ارشد برنامه عمران ملل متحد در پروژه حمایت از تأسیس قوه مقننه در افغانستان است.
کریمی پس از انقلاب اسلامی به سازمان مجاهدین خلق پیوست. با سخت شدن شرایط در ایران برای گروه‌های مخالف، او به کردستان عراق مهاجرت کرد. مهاجرت بعدی او از عراق به آلمان بود و او پس از اقامت در اروپا، در مرکز سازمان مجاهدین خلق در پاریس به فعالیت پرداخت. او بین سال‌های ۱۹۹۸ تا ۲۰۰۶، عضو مجلس نمایندگان هلند از حزب گرین‌چپ بود.

## سنین جوانی و تحصیل
کریمی متولد ایران است. تحصیلات ابتدایی و متوسطه را در سالهای ۱۳۴۵ تا ۱۳۵۷، در تهران گذراند. در سال ۱۳۵۷، برای تحصیل در رشته طراحی صنعتی به دانشگاه صنعتی اصفهان رفت. کریمی از پانزده سالگی به تفسیرهای مترقی از اسلام شریعتی علاقه‌مند شد. کریمی از دوران جوانی در مبارزات علیه رژیم پهلوی شرکت داشته و برای دموکراسی و حقوق بشر در ایران مبارزه کرده‌است. کریمی انقلاب اسلامی را لحظه ای برای عملی کردن شکلی از سوسیالیسم اسلامی می‌دانست. در عوض انقلاب اسلامی، یک دولت محافظه کار را به قدرت رساند.
کریمی در سال ۱۳۵۹، دانشگاه را ترک کرد و به سازمان مجاهدین خلق، یک جنبش مقاومت اسلامی چپ علیه حکومت جمهوری اسلامی، پیوست. او برای مجاهدین خلق روی گوش دادن مخفیانه به ارتباطات شهربانی کار می‌کرد. در سال ۱۹۸۳، از ایران به آلمان گریخت و در آنجا پناهندگی سیاسی گرفت. کریمی بین سال‌های ۱۹۸۵ و ۱۹۸۶، برای سازمان مجاهدین خلق در پاریس کار می‌کرد و در آنجا داستان‌هایی را برای اعضای آن ها که به فرانسه پناه می‌بردند، ساخت. کریمی در سال ۱۳۶۵ از سازمان مجاهدین خلق جدا شد. کریمی در کتاب راز آتش در سال ۲۰۰۵ به شرح تحولات سیاسی خود در جوانی، تجربیاتش با سازمان مجاهدین خلق و جدایی از این سازمان می‌پردازد. مجاهدین خلق قبلاً توسط اتحادیه اروپا و ایالات متحده آمریکا، یک سازمان تروریستی محسوب می‌شد. کریمی در حال حاضر این سازمان را یک " فرقه جنایتکار " می‌داند.
کریمی در سال ۱۹۸۵، در هامبورگ آلمان در کالج دانشجویان خارجی تحصیل کرد و بین سال های ۱۹۸۶ و ۱۹۸۸ نیز در ریاضیات و علوم اطلاعات در دانشگاه کیل. کریمی بین سال‌های ۱۹۸۳ و ۱۹۸۸، در گروه‌های مختلف پناهندگان در آلمان و فرانسه فعال بود. خواهرش فرزانه همچنان در سازمان مجاهدین خلق فعال بود که به قیمت جان او تمام شد.
کریمی در سال ۱۹۸۹، به همراه خانواده به هلند رفت. کریمی در دانشگاه گرونینگن در رشته روابط بین‌الملل و سازمان‌های بین‌المللی تحصیل کرد. او همچنین تابعیت هلندی را به دست آورد.

## حرفه
کریمی در سال ۱۹۹۳، در بخش نیمه دولتی شروع به کار کرد. بین سال‌های ۱۹۹۳ و ۱۹۹۴، او شروع به کار برای بنیاد پروب در هوخه‌زاند-ساپه‌میر کرد. از سال ۱۹۹۴، او به عنوان هماهنگ‌کننده برای آیسا، پروژه ای برای رهایی و حمایت از زنان سیاه‌پوست، مهاجر و پناهنده، کار کرد. در سال ۱۹۹۷، او به عضویت حزب چپ سبز درآمد. در آوریل ۱۹۹۸، او عضو هیئت مدیره چپ سبز شد. در سال ۱۹۹۸ او رهبر پروژه ملی پاشنه دو بوورت از مؤسسه هلندی مراقبت و رفاه بود. کریمی در جامعه مدنی نیز فعال بود. بین سال‌های ۱۹۹۱ و ۲۰۰۱، او عضو هیئت مدیره سازمان‌های سازمانی پناهندگان در هلند بود.

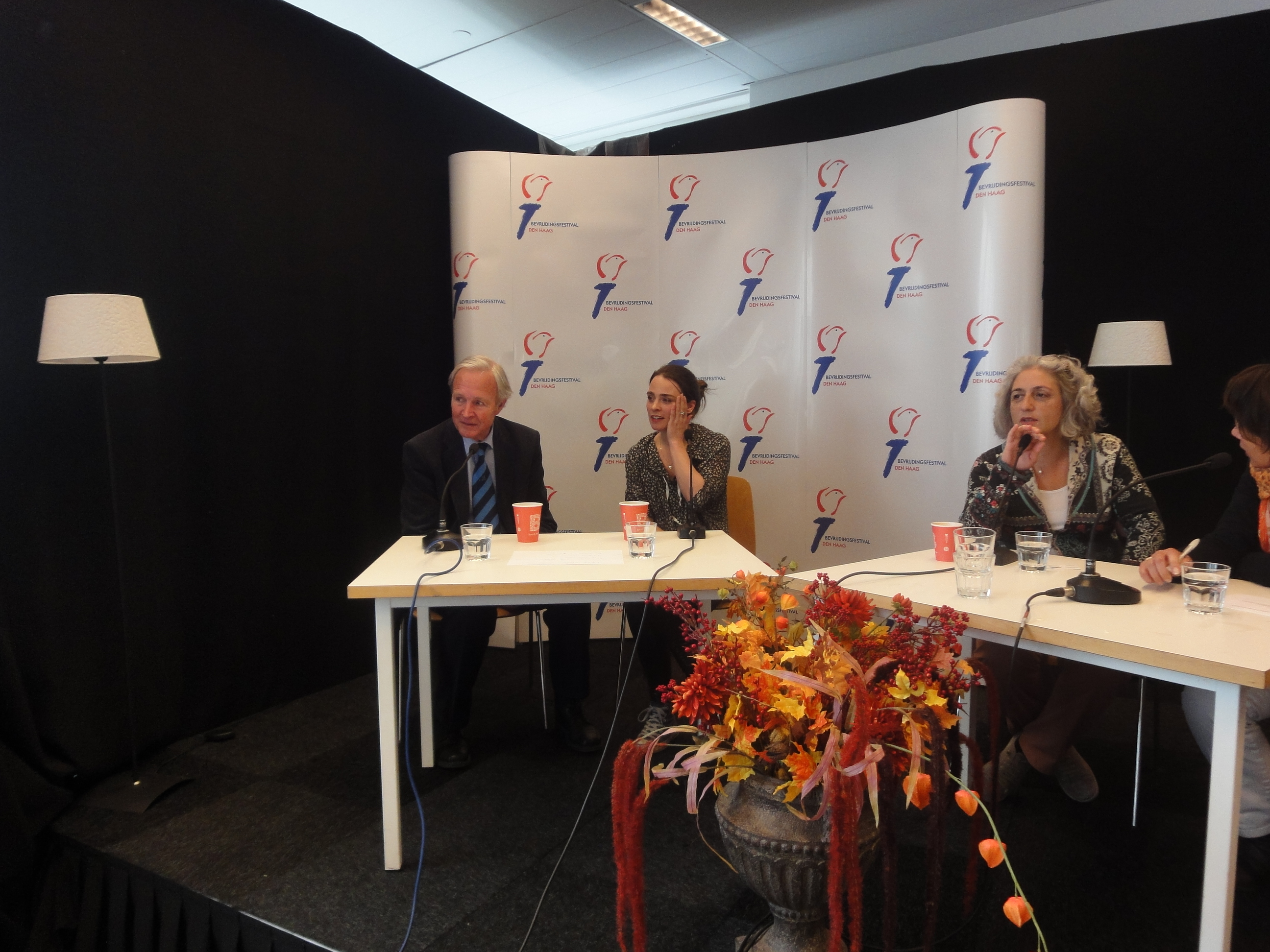
مناظره ای به ریاست جان ترلو

## زندگی سیاسی
در انتخابات پارلمانی سال ۱۹۹۸، کریمی از حزب چپ سبز به مجلس نمایندگان انتخاب شد. زمانی که او در چپ سبز فعال شد، مشارکت گذشته خود را در سازمان مجاهدین خلق فاش نکرد. او در مجلس نمایندگان در امور خارجی، همکاری‌های توسعه، امور اروپا و دفاع شرکت داشت. به این ترتیب، او نایب رئیس کمیته دائمی امور اروپا بود. او همچنین عضو کمیته عدالت بود. در سال ۱۹۹۹، او یکی از دو نماینده پارلمان (یکی دیگر اینکه ون گنت بود) بود که به پیشنهاد هری ون بومل برای پایان دادن به بمباران ناتو که بخشی از جنگ کوزوو بود، رای مثبت دادند.
در سال ۲۰۰۳، او به همراه نیسکو دوبلبور از حزب کارگر و بوریس ون درهام از دموکرات ها ۶۶ (D66)، برای برگزاری همه‌پرسی در مورد معاهده ایجاد قانون اساسی برای اروپا پشنهاد داد که این پیشنهاد در سال ۲۰۰۵، به قانون تبدیل شد. او همچنین جوزیاس ون آرتسن را در مورد قانون حفاظت از اعضای خدمات آمریکا که دولت آمریکا را موظف می‌کند، شهروندان آمریکایی را که به دادگاه کیفری بین‌المللی در لاهه حتی اگر با استفاده از خشونت آورده می‌شوند، بازخواست کرد. وی همچنین برای حمایت از رسانه‌های ایرانی مثل روز آنلاین و رادیو زمانه با ۱۵ میلیون یورو اقدام کرد. این امر توسط مجلس نمایندگان در پایان سال ۲۰۰۴ پذیرفته شد. کریمی در انتخابات عمومی سال ۲۰۰۶ خود را به عنوان نامزد معرفی نکرد.
کریمی تا سال ۲۰۱۸، مدیر اجرایی آکسفام نویب بود. او در سال‌های ۲۰۰۹ و ۲۰۱۰، ریاست آژانس های امدادی همکاری (SHO) را بر عهده داشت. او همچنین یکی از اعضای هیئت مدیره پخش کننده رادیو پروتستان لیبرال (VPRO) و ابتکار تجارت پایدار هلند (IDH) است. او بین سال‌های ۲۰۰۶ و ۲۰۰۷، در هیئت نمایندگان پارلمان برای اقدام جهانی در نیویورک خدمت کرد. او در سال ۲۰۰۷، به تأسیس مجلس در افغانستان به عنوان مشاور به برنامه عمران سازمان ملل متحد کمک کرد. او به‌عنوان مدیر، در کنار پروژه‌های دیگر با هیئت مشاوران مؤسسه بین‌المللی مطالعات اسلام در دنیای مدرن، همکاری داشت.
کریمی برای کارش سفرهای زیادی به مناطق درگیری داشت. در ماه مه ۲۰۰۵، او از مخالفان در ایران دیدن کرد. او در فرودگاه تهران مورد بازجویی قرار گرفت و اطلاعات از دفتر خاطراتش کپی شد. این امر منجر به اعتراض رسمی وزیر بات به سفیر ایران شد.
موضوع اصلی کار او در مجلس نمایندگان هلند، حقوق بشر و حقوق بین‌الملل در روابط خارجی هلند بود. او توجه ویژه ای به مناقشه اسرائیل و فلسطین و تحولات افغانستان و ایران داشت. او در کتاب‌هایش یعنی «میدان جنگ افغانستان» و «راز آتش» در این باره نوشت.

## زندگی پس از سیاست

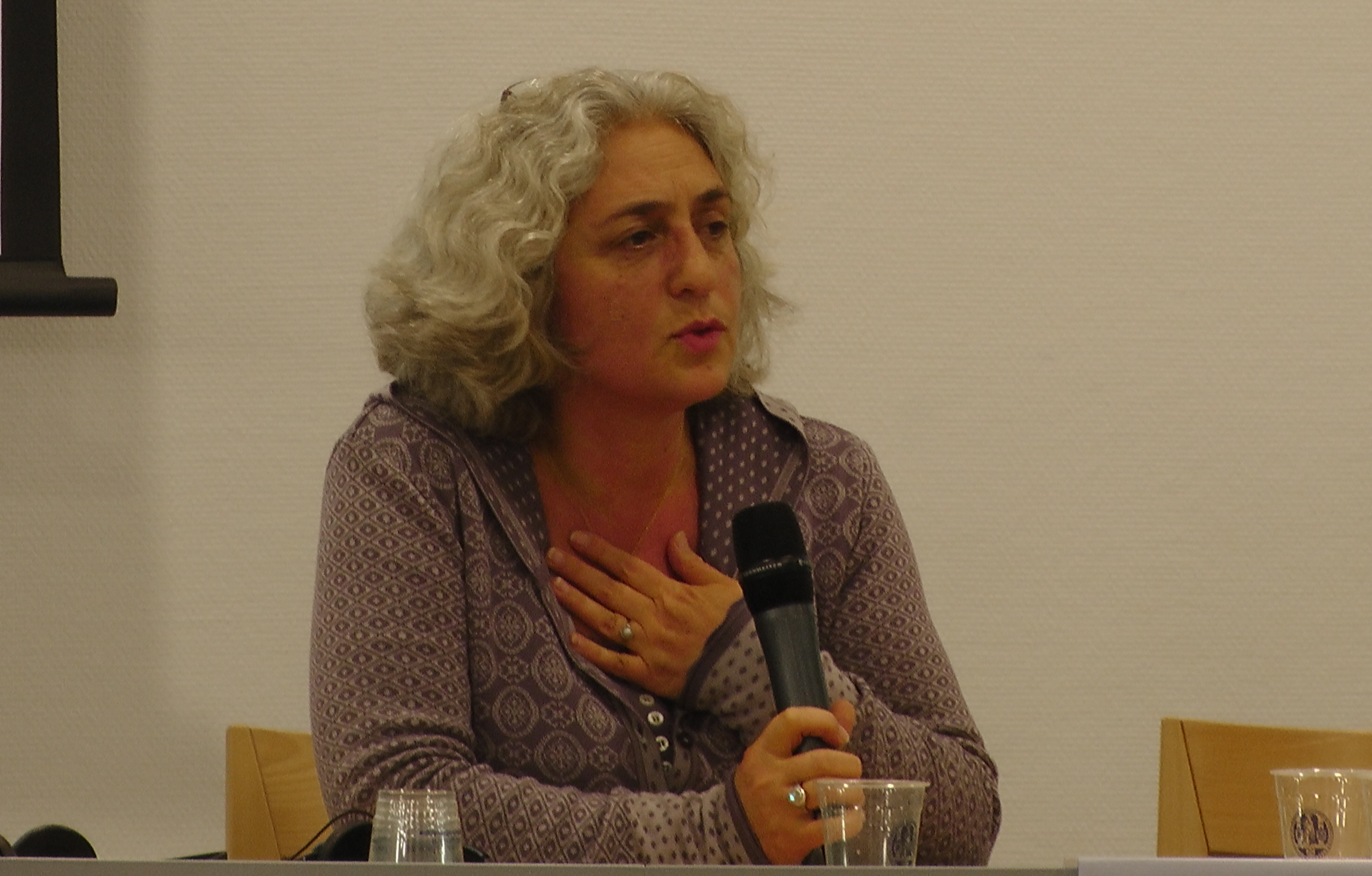
فرح کریمی در دانشگاه لیدن در سال ۲۰۱۳، سخنرانی می‌کند

در اوایل سال ۲۰۰۷، کریمی با برنامه عمران سازمان ملل متحد همکاری کرد، جایی که او مشاور ارشد این سازمان در افغانستان برای حمایت از تأسیس مجلس برای قانونگذاری بود. او به آموزش و حمایت از کمیته‌های مختلف ملی و شورای ملی افغانستان (مجلس افغانستان) پرداخت. او مدتی به عنوان مدیر کل آکسفام نویب از ماه نوامبر ۲۰۰۷، منصوب شده بود. او جانشین سیلویا بورن شد.
کریمی در جامعه مدنی نیز فعال است. او برای روزآنلاین، یک روزنامه آنلاین رایگان فارسی، می‌نوشت. او از سال ۲۰۰۴، عضو هیئت مشاوره مؤسسه بین‌المللی مطالعات اسلام در دنیای مدرن در لیدن بوده‌است. در سال ۲۰۰۶، او پل خلیج را تأسیس کرد، که بنیادی برای امنیت انسانی در خاورمیانه است. بین سال‌های ۲۰۰۶ و ۲۰۰۷، او یکی از اعضای هیئت نمایندگان مجلس هلند برای اقدام جهانی در نیویورک بود.

## زندگی شخصی
کریمی دو بار ازدواج کرده‌است. همسر اول او نیز در سازمان مجاهدین خلق نقش داشت. زمانی که در سال ۱۹۸۶، از سازمان جدا شد، از او نیز جدا شد. او از شوهر اولش یک پسر دارد که با فرار کریمی از ایران به دنیا آمد. در سال ۱۹۸۹، او دوباره ازدواج کرد. کریمی به زبان های فارسی، هلندی، انگلیسی، ترکی و آلمانی صحبت می‌کند.

## آثار برگزیده
- اسلاگلد افغانستان (میدان جنگ افغانستان) (۲۰۰۶)
- Het geheim van het vuur (راز آتش) (۲۰۰۵) به همراه کریس کیولمانز

## فعالیت‌های مربوط به ایران
کریمی در راه‌اندازی نشریات اینترنتی روز آنلاین و رادیو زمانه نقش داشته‌است.
او در ماه ژوئن ۲۰۰۵، هنگام ورود به ایران در فرودگاه مهرآباد بازداشت شد که با اعتراض رسمی دولت هلند مواجه شد. سپاه پاسداران انقلاب اسلامی در ماه مارس ۲۰۰۹، فرح کریمی را یکی از طراحان «پروژه هلندی» براندازی نظام جمهوری اسلامی، معرفی کرد.